# 内华达奔龙属
内华达奔龙（属名：Nevadadromeus，意为“内华达的奔跑者”）是美国内华达州柳池组发现的一属已灭绝小型奇异龙亚科鸟臀目恐龙。该属包含单一物种施氏内华达奔龙（N. schmitti），代表内华达州命名的首个非鸟类恐龙。

## 发现与命名
内华达奔龙正模标本NSC 2008-002于2008年在火焰谷附近发现，这些骨骼于2021年在亨德森为一场活动进行制备。内华达州的第二只鸟脚类是只鸭嘴龙科，也在活动期间被透露出来，但至少要到2022年才能制备完成供公众观看。内华达奔龙于2022年10月正式发表。
2022年邦德等人将内华达奔龙描述为奇异龙亚科新属新种。属名组合正模标本发现地内华达州和希腊语dromeus（意为“奔跑者”），种名致敬最早描述柳池组地质的地质学家詹姆斯·施密特（James G. Schmitt）。

## 分类
内华达奔龙化石遗骸兼有奇异龙亚科及山奔龙亚科的特征，但描述者发现它更可能是种奇异龙亚科。鉴于所有其它奇异龙亚科皆生存于马斯特里赫特阶，这使之成为该亚科最早的北美成员。